# Marlise Wendels
Marlise Wendels (* 28. April 1923 im Saargebiet; † 23. August 2012 in Schwalbach, Saar) war eine deutsche Opernsängerin (Sopran).

## Leben
Marlise Wendels kam 1952 als Choristin an die Oper Frankfurt. 1956 wurde sie dort als Solistin engagiert. Sie gehörte dem Ensemble bis 1988 an. 1983 wurde sie zur Frankfurter Kammersängerin ernannt. Während ihrer Karriere sagte sie niemals eine Vorstellung ab.
Wendels spielte Gretel in Engelbert Humperdincks Hänsel und Gretel, sang zuerst den Hirten in Richard Wagners Tannhäuser und der Sängerkrieg auf Wartburg und die 1. Dame der Königin der Nacht in Mozarts Die Zauberflöte und später auch Rollen wie Micaela in Georges Bizets Carmen, Freia in Wagners Das Rheingold, Olympia in Jacques Offenbachs Hoffmanns Erzählungen, Marie in Bedřich Smetanas Die verkaufte Braut, Rosalinde in Die Fledermaus von Johann Strauss, Liu in Giacomo Puccinis Turandot und Regina in Paul Hindemiths Mathis der Maler.
Wendels war auch im Fernsehen zu sehen, so u. a. in Zum Blauen Bock neben Otto Höpfner bzw. Heinz Schenk, in Hans-Joachim Kulenkampffs Einer wird gewinnen oder in einer den Operettenmelodien Franz Lehárs gewidmeten ZDF-Sendung, moderiert von Friedrich Schönfelder.
Zu ihren Förderern gehörte Sir Georg Solti, der von 1952 bis 1961 unter der Intendanz von Harry Buckwitz als Generalmusikdirektor an der Oper Frankfurt wirkte.
Sie verstarb nach langjähriger Krankheit im Alter von 89 Jahren.